# Mgła (serial telewizyjny)
Mgła (ang. The Mist) – amerykański serial telewizyjny (dramat dreszczowiec, science fiction, horror) wyprodukowany przez Dimension Television, który jest luźną adaptacją opowiadania „Mgła” autorstwa Stephena Kinga.
Serial był emitowany od 22 czerwca do 24 sierpnia 2017 roku przez Spike TV. W Polsce serial był udostępniony 25 sierpnia 2017 roku przez platformę Netflix.
28 września 2017 stacja Spike TV ogłosiła anulowanie serialu po jednym sezonie.

## Fabuła
Serial opowiada o miasteczku, w którym powstaje bardzo gęsta mgła, a jego mieszkańcy zostają odcięci od świata.

## Obsada
- Morgan Spector jako Kevin Copeland[4]
- Frances Conroy jako Natalie Raven[5]
- Alyssa Sutherland jako Eve Copeland[6]
- Gus Birney jako Alex Cunningham[6]
- Dan Butler jako ojciec Romanov[6]
- Luke Cosgrove jako Jay Heisel[6]
- Danica Curcic jako Mia Lambert[6]
- Bill Carr jako Howard
- Okezie Morro jako Bryan Hunt[6]
- Darren Pettie jako Connor Heisel[6]
- Holly Deveaux jako Zoe
- Russell Posner jako Adrian Garf[6]
- Isiah Whitlock, Jr. jako Gus Redman[6]
- Nabeel El Khafif jako Raj Al-Fayed
- Greg Hovanessian jako Wes Foster
- Romaine Waite jako Kyle
- David Wm. Marsh jako Gerald
- Laurie Hanley jako Ursula
- Darcy Lindzon jako Trevor
- Alexandra Ordolis jako Shelley DeWitt
- Lola Flanery jako Lila DeWitt

## Odcinki
| Sezon | Sezon | Odcinki | Oryginalna emisja | Oryginalna emisja | Oryginalna emisja | Oryginalna emisja | Oryginalna emisja |
| Sezon | Sezon | Odcinki | Premiera sezonu   | Finał sezonu      | Premiera sezonu   | Finał sezonu      |                   |
| ----- | ----- | ------- | ----------------- | ----------------- | ----------------- | ----------------- | ----------------- |
|       | 1     | 10      | 22 czerwca 2017   | 24 sierpnia 2017  | 25 sierpnia 2017  | 25 sierpnia 2017  |                   |

### Sezon 1 (2017)
| #  | Tytuł                                | Reżyseria      | Scenariusz                                   | Premiera Spike TV | Premiera Netflix |
| -- | ------------------------------------ | -------------- | -------------------------------------------- | ----------------- | ---------------- |
| 1  | Pilot                                | Adam Bernstein | Christiana Torpe                             | 22 czerwca 2017   | 25 sierpnia 2017 |
| 2  | Withdrawal                           | David Boyd     | Christian Torpe, Peter Macmanus              | 29 czerwca 2017   | 25 sierpnia 2017 |
| 3  | Show and Tell                        | Nick Murphy    | Peter Biegen                                 | 6 lipca 2017      | 25 sierpnia 2017 |
| 4  | Pequod                               | T.J. Scott     | Andrew Wilder                                | 13 lipca 2017     | 25 sierpnia 2017 |
| 5  | The Waiting Room                     | Richard Laxton | Amanda Segel, Christian Torpe                | 20 lipca 2017     | 25 sierpnia 2017 |
| 6  | The Devil You Know                   | James Hawes    | Noah Griffith, Daniel Stewart                | 27 lipca 2017     | 25 sierpnia 2017 |
| 7  | Over the River and Through the Woods | Matthew Penn   | Daniel Cameron Talbott                       | 3 sierpnia 2017   | 25 sierpnia 2017 |
| 8  | The Law of Nature                    | Guy Ferland    | Amanda Segel, Andrew Wilder, Christian Torpe | 10 sierpnia 2017  | 25 sierpnia 2017 |
| 9  | The Waking Dream                     | Nick Murphy    | Amanda Segel                                 | 17 sierpnia 2017  | 25 sierpnia 2017 |
| 10 | The Tenth Meal                       | Guy Ferland    | Christian Torpe                              | 24 sierpnia 2017  | 25 sierpnia 2017 |

## Produkcja
17 września 2015 roku, Christian Torpe ogłosił rozpoczęcie pracy nad serialem na podstawie opowiadania „Mgła” Stephena Kinga
15 kwietnia 2016 roku, stacja Spike TV zamówiła pierwszy sezon serialu.
W czerwcu 2016 roku, ogłoszono, że Frances Conroy, gwiazda „Sześć stóp pod ziemią”, wcieli się w rolę Natalie Raven

W kolejnym miesiącu, poinformowano, że do obsady dołączyli: Alyssa Sutherland jako Eve Copeland, Gus Birney jako Alex Cunningham, Dan Butler jako ojciec Romanov, Luke Cosgrove jako Jay Heisel, Danica Curcic jako Mia Lambert, Okezie Morro jako Bryan Hunt, Darren Pettie jako Connor Heisel, Russell Posner jako Adrian Garf, Isiah Whitlock, Jr. jako Gus Redman oraz
Morgan Spector jako Kevin Copeland